# Кипр на зимних Олимпийских играх 2014
Республика Кипр принимала участие в зимних Олимпийских играх 2014 года, которые проходили в Сочи (Россия) с 7 по 23 февраля. Сборная была представлена двумя горнолыжниками — мужчиной и женщиной.

## Состав и результаты олимпийской сборной Кипра

### Горнолыжный спорт
Спортсменов — 2
В соответствии с квотами FIS, опубликованными 20 января 2014, Кипр квалифицировал на Олимпиаду двух атлетов.
Мужчины
| Соревнование      | Спортсмены              | 1 спуск | 1 спуск | 2 спуск | 2 спуск | Всего   | Место |
| Соревнование      | Спортсмены              | Время   | Место   | Время   | Место   | Всего   | Место |
| ----------------- | ----------------------- | ------- | ------- | ------- | ------- | ------- | ----- |
| Гигантский слалом | Константинос Папамихаил | 1:35,74 | 69      | 1:37,37 | 66      | 3:13,11 | 64    |
| Слалом            | Константинос Папамихаил | DNF     | DNF     | DNF     | DNF     | DNF     | DNF   |

Женщины
| Соревнование | Спортсмены        | 1 спуск | 1 спуск | 2 спуск | 2 спуск | Всего | Место |
| Соревнование | Спортсмены        | Время   | Место   | Время   | Место   | Всего | Место |
| ------------ | ----------------- | ------- | ------- | ------- | ------- | ----- | ----- |
| Слалом       | Александра Тейлор | DNS     | DNS     | DNS     | DNS     | DNS   | DNS   |